# جیمی آن آلمن
جیمی آن آلمن (انگلیسی: Jamie Anne Allman) یک هنرپیشه اهل ایالات متحده آمریکا است. وی از سال ۱۹۹۹ میلادی تاکنون مشغول فعالیت بوده‌است.
از فیلم‌ها یا برنامه‌های تلویزیونی که وی در آن نقش داشته است، می‌توان به تب چمنزار اشاره کرد.